# Dr. Prätorius (film din 1965)
Dr. Prätorius grafiat și Doctor Prätorius (titlul original: în germană Dr. med. Hiob Prätorius) este un film de comedie vest-german, realizat în 1965 de regizorul Kurt Hoffmann după piesa omonimă al scriitorului Curt Goetz, protagoniști fiind actorii Heinz Rühmann, Liselotte Pulver, Fritz Rasp și Werner Hinz.
Acest film este un remake al filmului american al lui Joseph L. Mankiewicz People Will Talk, lansat în 1951.

## Rezumat
Întrucât drăguța Violetta, care tocmai s-a despărțit de iubitul ei, se teme că este însărcinată, cere ajutor și sfaturi de la respectatul medic doctor în medicină Hiob Prätorius. Se pare că Violetta așteaptă de fapt un copil, dar Praetorius o roagă pe femeia disperată să păstreze copilul. Puțin mai târziu, Violetta are un accident care, pentru Prätorius, pare o tentativă de sinucidere eșuată. O îngrijește cu grijă pe Violetta, iar între medic și pacient se dezvoltă încet o dragoste tandră...

## Distribuție
- Heinz Rühmann – dr. med. Hiob Prätorius
- Liselotte Pulver – Violetta Höllriegel
- Fritz Rasp – Shunderson
- Werner Hinz – Höllriegel
- Fritz Tillmann – dr. Klotz
- Peter Lühr – profesorul Speiter
- Klaus Schwarzkopf – dr. Watzmann
- Robert Klupp – rectorul
- Käthe Itter – sora șefă
- Marie Ferron –
- Tatjana Sais –
- Sigrid Pawlas –